# Lobelia nubigena
Lobelia nubigena är en klockväxtart som beskrevs av John Anthony. Lobelia nubigena ingår i släktet lobelior, och familjen klockväxter.
Artens utbredningsområde är Bhutan. Inga underarter finns listade i Catalogue of Life.